# 더피족
더피(duppie)는 우울한(depressed), 도시(urban), 전문직(professional)의 머리글자 'dup'를 딴 것이다. 1980~1990년대에 고등교육을 받고, 전문직에 종사하면서 연 3만 달러 이상의 고소득을 올리던 도시 전문직인 여피족(yuppies)에서 앞의 'y'만 'd'로 바꾼 것이다. 'y'는 젊음을 뜻하는 영어 'young'의 머리글자이다.

## 배경
여피족에 이어 2000년대 중반에 나타난 새로운 사회 현상으로, 우리말로는 '우울한 도시 전문직 종사자' 정도로 번역된다. 세계적인 경기침체로 고용 없는 성장 즉, 경제는 성장하지만  설비 자동화에 투자함으로써 고용을 피하는 경제구조가 지속되면서 도시 전문직 종사자들도 생존경쟁이 치열해졌다. 더피족은 이렇듯 경기침체로 인해 원하는 직장을 찾지 못하고, 임시직으로 근근이 생활하는 도시 전문직을 가리킨다. 그러다 경쟁이 심화되고 스트레스가 쌓이면서 고소득 전문직보다는 차라리 소득이 떨어지더라도 삶의 질을 높일 수 있는 일을 하는 사람들로 의미가 확대되어 지금은 두 가지 개념이 함께 쓰이고 있다. 후자의 경우에는 포스트디지털세대를 대표하는 직업군 또는 그러한 직업에 종사하는 사람들을 일컫는다.

## 여피족과 다른 특징
여피족과 다른 점은 소득에 크게 연연해 하지 않고, 전통적인 공동체 가치를 지향한다는 점이다. 또 도시에 거주하는 여피족과 달리, 공기 좋고 인심 좋은 시골을 선호하는 점도 더피족만이 가진 특징이다.